# Дарбинян-Меликян, Маргарита Овнановна
Маргарита Овнановна Дарбинян-Меликян (арм. Մարգարիտա Հովնանի Դարբինյան-Մելիքյան; 18 марта 1920, Батуми — 8 марта 2021, Ереван) — советский и армянский историк и переводчица.

## Биография
Дочь армянина и польки. Родители не знали языков друг друга и разговаривали между собой по-русски, русский язык стал и родным языком для дочери. Впоследствии выучила древнеармянский язык (грабар) и, в меньшей степени, современный армянский язык. В 1941 году окончила Московский государственный педагогический институт им. А. С. Бубнова, затем ушла добровольцем на фронт. Вернувшись в Армению, в 1951—1957 годах работала в Ереванском институте преподавателей русского языка. В 1955 году защитила диссертацию «Социально-экономические отношения и политическое положение Армении при первых Хулагуидах (до Газанхана)», кандидат исторических наук. В 1958—1959 годах — старший научный сотрудник Института востоковедения в Ереване. С 1959 года старший научный сотрудник Матенадарана.
Наиболее существенный труд Дарбинян-Меликян, осуществлённый совместно с Л. А. Ханларян — полный подстрочный научный комментированный перевод на русский язык «Книги скорбных песнопений» Григора Нарекаци. Этот перевод был издан целиком в 1988 году, и все имеющиеся русские поэтические переводы этой книги — Наума Гребнева, Леонида Миля, Владимира Микушевича — основаны на этой работе. К 2019 году 99-летняя Дарбинян-Меликян завершила работу над собственным поэтическим переводом нескольких глав Нарекаци.
Помимо этого, в русском переводе Дарбинян-Меликян опубликован целый ряд древнеармянских исторических источников, в том числе «Путевые заметки» Симеона Лехаци (1965), «Хроника» Закария Канакерци (1969), «История Армении» Ованеса Драсханакертци (1984), «История дома Арцруни» Товмы Арцруни (2001), «История области Сисакан» Степаноса Орбеляна (с Л. Ханларян, готовится к изданию).
Скончалась 8 марта 2021 года.